# Garelli Velo Mosquito
Die Garelli Velo Mosquito war ein motorisiertes Fahrrad des italienischen Herstellers Garelli, das zwischen 1953 und 1967 produziert wurde. Es kombinierte ein speziell gefertigtes Fahrrad mit dem bewährten Mosquito 38-B-Hilfsmotor und war als günstiges Fortbewegungsmittel für den Alltag entwickelt worden.

## Geschichte
Die Velo Mosquito basierte auf dem 1953 eingeführten Mosquito 38-B-Motor, einem 49 cm³ Einzylinder-Zweitaktmotor mit Reibrollenantrieb am Hinterrad. Im Gegensatz zu den vorherigen Modellen wurde die Velo Mosquito mit einem eigens entwickelten Rahmen aus gepresstem Stahl ausgestattet, der für die Integration des Motors optimiert war. Ab 1966 wurde das Modell mit 20-Zoll-Bereifung angeboten, 1967 folgte eine Version mit 19-Zoll-Rädern.